# 具流八郎
具流八郎（ぐりゅう はちろう）は、日本の脚本家グループである。

## 略歴
1966年頃に鈴木清順の助監督だった曽根中生の呼びかけで結成。グループ8人をもじって具流八郎と名づけられた。メンバーは、鈴木清順、木村威夫、大和屋竺、田中陽造、曽根中生、岡田裕、山口清一郎、榛谷泰明の8人。ただし、メンバーは固定していなかったとされ、後には大原清秀、鈴木岬一、前田勝弘なども参加している。1967年に『殺しの烙印』が映画化されるものの、この作品がきっかけとなって鈴木清順は日活を解雇される。そのため、具流八郎名義の脚本で映画化されたのは『殺しの烙印』のみに終った。
映画化しなかった脚本に『続・けんかえれじい』、『続・殺しのらくいん』、『ゴースト・タウンの赤い獅子』などがある。

## 作品
- 続・けんかえれじい（1966年）
- ゴースト・タウンの赤い獅子（1966年）
- 殺しの烙印（1967年・日活）
- 続・殺しのらくいん（1967年）
- 人斬り数え唄（1968年）
- 鋳剣（1969年）
- 黄土の狼（1971年）
- 夢殿（1972年）
- タハリール・アル・スエズ（1976年）
- 星女郎（1976年）